# 59a Mostra Internacional de Cinema de Venècia
La 59a Mostra Internacional de Cinema de Venècia es va celebrar entre el 27 d'agost i el 6 de setembre de 2002. El Lleó d'Or fou atorgat a The Magdalene Sisters dirigida per Peter Mullan.

## Jurat
El jurat de la Mostra de 2002 va estar format per:
- Gong Li (Xina) (president)
- Jacques Audiard (França)
- Ievgueni Ievtuixenko (Rússia)
- Ulrich Felsberg (Alemanya)
- László Kovács (Hongria)
- Francesca Neri (Itàlia)
- Yeşim Ustaoğlu (Turquia)

## Selecció oficial

### En competició
Les següents pel·lícules van competir pel Lleó d'Or.
| Títol original            | Director(s)         | País de producció                                 |
| ------------------------- | ------------------- | ------------------------------------------------- |
| Un monde presque paisible | Michel Deville      | França                                            |
| Bear's Kiss               | Serguei Bodrov      | Alemanya/ Suècia/ Rússia/ Espanya/ França/ Itàlia |
| Měilì Shíguāng            | Chang Tso-chi       | Taiwan                                            |
| Dirty Pretty Things       | Stephen Frears      | Regne Unit                                        |
| Dōruzu                    | Takeshi Kitano      | Japó                                              |
| Far from Heaven           | Todd Haynes         | Estats Units                                      |
| Frida                     | Julie Taymor        | Estats Units                                      |
| Führer Ex                 | Winfried Bonengel   | Alemanya/ Itàlia                                  |
| Dom durakov               | Andrei Konchalovsky | Rússia                                            |
| Un viaggio chiamato amore | Michele Placido     | Itàlia                                            |
| Julie Walking Home        | Agnieszka Holland   | Alemanya                                          |
| The Magdalene Sisters     | Peter Mullan        | Regne Unit/ Irlanda                               |
| L'Homme du train          | Patrice Leconte     | França                                            |
| Velocità massima          | Daniele Vicari      | Itàlia                                            |
| Nha fala                  | Flora Gomes         | Portugal/ França/ Luxemburg                       |
| Nackt                     | Doris Dörrie        | Alemanya                                          |
| Au plus près du paradis   | Tonie Marshall      | França/ Espanya/ Canadà                           |
| Oasiseu                   | Lee Chang-dong      | Corea del Sud                                     |
| La forza del passato      | Piergiorgio Gay     | Itàlia                                            |
| Road to Perdition         | Sam Mendes          | Estats Units                                      |
| The Tracker               | Rolf de Heer        | Austràlia                                         |

### Fora de competició
Les següents pel·lícules foren exhibides com a fora de competició:
| Títol original | Director(s) | País de producció                          |
| --- | --- | ------------------------------------------ |
| Between Strangers | Edoardo Ponti | Canadà/ Itàlia                             |
| Blood Work | Clint Eastwood | Estats Units                               |
| La boîte magique | Ridha Behi | França/ Tunísia                            |
| Pasos de baile | John Malkovich | Espanya/ Estats Units                      |
| Johan Padan a la descoberta de le Americhe | Giulio Cingoli | Itàlia/ França                             |
| K-19: The Widowmaker | Kathryn Bigelow | Regne Unit/ Estats Units/ Canadà/ Alemanya |
| My Name Is Tanino | Paolo Virzì | Itàlia/ Canadà                             |
| Naqoyqatsi | Godfrey Reggio | Estats Units                               |
| Ripley's Game | Liliana Cavani | Itàlia/ Regne Unit/ Estats Units           |
| \| Ten Minutes Older: The Cello (col·lecció de curts) \| \| \| • About Time 2 \| Mike Figgis \| \| • Histoire d'eau \| Bernardo Bertolucci \| \| • One Moment \| Jirí Menzel \| \| • Ten Minutes After \| István Szabó \| \| • Vers Nancy \| Claire Denis \| \| • The Enlightenment \| Volker Schlöndorff \| \| • Addicted to the Stars \| Michael Radford \| \| • Dans le noir du temps \| Jean-Luc Godard \| | \| Ten Minutes Older: The Cello (col·lecció de curts) \| \| \| • About Time 2 \| Mike Figgis \| \| • Histoire d'eau \| Bernardo Bertolucci \| \| • One Moment \| Jirí Menzel \| \| • Ten Minutes After \| István Szabó \| \| • Vers Nancy \| Claire Denis \| \| • The Enlightenment \| Volker Schlöndorff \| \| • Addicted to the Stars \| Michael Radford \| \| • Dans le noir du temps \| Jean-Luc Godard \| | Regne Unit/ Alemanya/ França               |
| Ten Minutes Older: The Cello (col·lecció de curts) | |                                            |
| • About Time 2 | Mike Figgis |                                            |
| • Histoire d'eau | Bernardo Bertolucci |                                            |
| • One Moment | Jirí Menzel |                                            |
| • Ten Minutes After | István Szabó |                                            |
| • Vers Nancy | Claire Denis |                                            |
| • The Enlightenment | Volker Schlöndorff |                                            |
| • Addicted to the Stars | Michael Radford |                                            |
| • Dans le noir du temps | Jean-Luc Godard |                                            |

## Seccions autònomes

### Setmana de la Crítica del Festival de Cinema de Venècia
Les següents pel·lícules foren exhibides com en competició per a aquesta secció:
- Due Amici de Spiro Scimone, Francesco Sframeli
- Emtehan de Nasser Refaie [8]
- Mizu no onna de Hidenori Sugimori [9]
- Meng huan bu luo de Cheng Wen-tang [10]
- Roger Dodger de Dylan Kidd
- Un honnête commerçant de Philippe Blasband
- Zmej d'Aleksej Muradov [11]

## Premis
- Lleó d'Or:
  - The Magdalene Sisters (Peter Mullan)
- Premi Especial del Jurat:
  - Dom durakov (Andrei Konchalovsky)
- Lleó d'Argent for Millor Direction:
  - Oasiseu (Lee Chang-dong)
- Premi a la contribució individual excepcional:
  - Edward Lachman, director de fotografia per Far fron Heaven
- Copa Volpi:
  - Millor actor: Stefano Accorsi Un viaggio chiamato amore
  - Millor Actriu: Julianne Moore Far fron Heaven
  - Menció Especial Millor Curtmetratge: Per Carleson Tempo
- Premi Marcello Mastroianni:
  - Oasiseu (Moon So-ri)
- Luigi De Laurentiis Award:
  - Due amici (Francesco Sframeli i Spiro Scimone)
  - Roger Dodger (Dylan Kidd)
- Premi San Marco:
  - Tian Zhuangzhuang Xiǎochéng zhī chūn
  - Premi Especial del Jurat: Shinya Tsukamoto Rokugatsu no hebi
  - Menció Especial: Arturo Ripstein La virgen de la lujuria
  - Menció Especial: Fruit Chan Public Toilet
- Lleó d'Or a la carrera:
  - Dino Risi
- Premi de l'Audència:
  - Millor Film: Patrice Leconte L'Homme du train
  - Millor Actor: Jean Rochefort TL'Homme du train
  - Millor Actriu: Julianne Moore Far fron Heaven
- Lleó d'Argent al Millor Curtmetratge
  - Clown (Irina Efteeva)
- Prix UIP Venice (Curtmetratge Europeu):
  - Zsofia Péterffy Kalózok szeretöje
- Premi FIPRESCI:
  - Competició: Oasiseu (Lee Chang-dong)
  - Seccions Paral·leles: Roger Dodger (Dylan Kidd)
  - Millor Curtmetratge: 11'09"01 September 11 (Ken Loach)
- Premi SIGNIS:
  - Oasiseu (Lee Chang-dong)
  - Menció Honorífica: Far fron Heaven (Todd Haynes)
  - Menció Honorífica: The Tracker (Rolf de Heer)
- Premi Don Quixote Award:
  - Roger Dodger (Dylan Kidd)
- Premi UNICEF:
  - Dom durakov (Andrei Konchalovsky)
- Premi UNESCO:
  - 11'09"01 September 11 (Samira Makhmalbaf, Claude Lelouch, Youssef Chahine, Danis Tanović, Idrissa Ouedraogo, Ken Loach, Alejandro González Iñárritu, Amos Gitaï, Mira Nair, Sean Penn i Shōhei Imamura)
- Premi Pasinetti:
  - Millor Film: Velocità massima (Daniele Vicari)
  - Menció Especial: Velocità massima (Valerio Mastandrea)
- Premi Pietro Bianchi:
  - Sophia Loren
- Premi Isvema:
  - Due amici (Francesco Sframeli i Spiro Scimone)
- Premi FEDIC:
  - Velocità massima (Daniele Vicari)
- Petit Lleó d'Or:
  - Abril Despedaçado (Walter Salles i Arthur Cohn)
- Premi Wella:
  - L'anima gemella (Violante Placido i Valentina Cervi)
- Premi digital del festival de cinema futur:
  - Blood Work (Clint Eastwood)
  - Menció Especial: My Name Is Tanino (Paolo Virzì)
- Premi Laterna Magica:
  - Nha Fala (Flora Gomes)
- Premi Sergio Trasatti:
  - Dirty Pretty Things (Stephen Frears)
- Premi Rota a la banda sonora:
  - Pasos de baile (Alberto Iglesias)
- Premi Fundació Mimmo Rotella:
  - Frida (Julie Taymor)
- Premi Kinematrix Film:
  - Pel·lícules: Goldfish Game (Jan Lauwers)
  - Altres Formats: Rokugatsu no hebi (Shinya Tsukamoto)
- Premi Especial al Director:
  - Oasiseu (Lee Chang-dong)